# Se la mia idol preferita arrivasse al Budokan, morirei
Se la mia idol preferita arrivasse al Budokan, morirei (推しが武道館いってくれたら死ぬ?, Oshi ga Budōkan itte kuretara shinu), anche noto come Oshibudo (推し武道?, Oshibudō), è un manga scritto e disegnato da Auri Hirao, serializzato sulla rivista Monthly Comic Ryū di Tokuma Shoten dal 19 giugno 2015. Un adattamento anime, prodotto da 8-Bit, è stato trasmesso in Giappone tra gennaio e marzo 2020.

## Personaggi
Eripiyo (えりぴよ?)
Doppiata da: Ai Fairouz
Kumasa (くまさ?)
Doppiata da: Tomoaki Maeno
Motoi (基?)
Doppiata da: Yoshitaka Yamaya
Reina (玲奈?)
Doppiata da: Kana Ichinose

## Media

### Manga
La serie è scritta e disegnata da Auri Hirao. La serializzazione è iniziata sulla rivista Monthly Comic Ryū di Tokuma Shoten il 19 giugno 2015. I capitoli sono raccolti in volumi tankōbon dal 13 febbraio 2016.
In Italia la serie è stata annunciata durante il Lucca Comics & Games 2023 da SaldaPress che la pubblica a partire dal 26 gennaio 2024.

#### Volumi
| Nº | Data di prima pubblicazione | Data di prima pubblicazione | Data di prima pubblicazione | Data di prima pubblicazione                                                |
| Nº | Giapponese                  | Giapponese                  | Italiano                    | Italiano                                                                   |
| -- | --------------------------- | --------------------------- | --------------------------- | -------------------------------------------------------------------------- |
| 1  | 13 febbraio 2016            | ISBN 978-4-19-950491-4      | 26 gennaio 2024             | ISBN 979-12-54612-39-2 (ed. regolare) ISBN 979-12-54613-06-1 (ed. variant) |
| 2  | 13 settembre 2016           | ISBN 978-4-19-950527-0      | 22 marzo 2024               | ISBN 979-12-54612-40-8                                                     |
| 3  | 13 giugno 2017              | ISBN 978-4-19-950570-6      | 24 maggio 2024              | ISBN 979-12-54612-41-5                                                     |
| 4  | 11 maggio 2018              | ISBN 978-4-19-950622-2      | 12 luglio 2024              | ISBN 979-12-54613-15-3                                                     |
| 5  | 13 dicembre 2018            | ISBN 978-4-19-950658-1      | 20 settembre 2024           | ISBN 979-12-54613-52-8                                                     |
| 6  | 12 ottobre 2019             | ISBN 978-4-19-950689-5      | 6 dicembre 2024             | ISBN 979-12-54613-53-5                                                     |
| 7  | 11 dicembre 2020            | ISBN 978-4-19-950725-0      | 2025                        | ISBN 979-12-54614-34-1                                                     |
| 8  | 13 dicembre 2021            | ISBN 978-4-19-950761-8      | —                           | —                                                                          |
| 9  | 13 settembre 2022           | ISBN 978-4-19-950789-2      | —                           | —                                                                          |
| 10 | 13 gennaio 2024             | ISBN 978-4-19-950841-7      | —                           | —                                                                          |
| 11 | 13 dicembre 2024            | ISBN 978-4-19-950887-5      | —                           | —                                                                          |

### Anime
Annunciato il 19 maggio 2018 su Monthly Comic Ryū, un adattamento anime di dodici episodi, prodotto da 8-Bit e diretto da Yūsuke Yamamoto, è stato trasmesso in Giappone tra il 9 gennaio e il 26 marzo 2020. La composizione della serie è a cura di Deko Akao, mentre la colonna sonora è stata composta da Moe Hyūga. Le sigle di apertura e chiusura sono rispettivamente Clover Wish, interpretata dalle doppiatrici del gruppo idol ChamJam, e Momoiro kataomoi (♡桃色片想い♡?) di Ai Fairouz. La serie è stata trasmessa in streaming in simulcast da Yamato Video su YouTube in italiano e da Funimation in inglese.

#### Episodi
| Nº | Titolo italiano Giapponese 「Kanji」 - Rōmaji                                                                    | In onda          | In onda |
| Nº | Titolo italiano Giapponese 「Kanji」 - Rōmaji                                                                    | Giapponese       |         |
| 1  | Ecco perché amo Maina 「そんな舞菜を愛してる」 - Sonna Maina o aishiteru                                         | 9 gennaio 2020   |         |
| 2  | Voglio amarti più di tutti 「いちばん好きでいたい」 - Ichiban suki deitai                                        | 16 gennaio 2020  |         |
| 3  | Io ti piaccio? 「わたしのこと好きですか？」 - Watashi no koto suki desu ka?                                      | 23 gennaio 2020  |         |
| 4  | Ti renderò sicuramente la numero uno 「絶対、1位にするから」 - Zettai, 1-i ni suru kara                          | 30 gennaio 2020  |         |
| 5  | Io posso solo aspettare 「わたしは待つことしかできない」 - Watashi wa matsu koto shika dekinai                   | 6 febbraio 2020  |         |
| 6  | Tu per me esistevi sopra di tutto 「ぼくの全てが君だった」 - Boku no subete ga kimi datta                        | 13 febbraio 2020 |         |
| 7  | Correre per Maina 「舞菜のために走るんだ」 - Maina no tame ni hashirun da                                        | 20 febbraio 2020 |         |
| 8  | Ti voglio nel mio futuro 「わたしの未来にいてほしい」 - Watashi no mirai ni ite hoshii                           | 27 febbraio 2020 |         |
| 9  | Non come otaku, ma in quanto persona 「オタクじゃなく一人の人間として」 - Otaku janaku hitori no ningen to shite | 5 marzo 2020     |         |
| 10 | Perché la favorita non è un'amica 「推しは友達じゃないから」 - Oshi wa tomodachi janai kara                      | 12 marzo 2020    |         |
| 11 | Il miracolo più intimo che esista 「いちばん、身近にある奇跡」 - Ichiban, mijika ni aru kiseki                   | 19 marzo 2020    |         |
| 12 | Se la mia favorita arrivasse al Budokan 「推しが武道館いってくれたら」 - Oshi ga Budōkan itte kuretara           | 26 marzo 2020    |         |